# Anomoderus strangulatus
Anomoderus strangulatus là một loài bọ cánh cứng trong họ Cerambycidae.